# Konventionen om skydd för mödrar
Konventionen om skydd för mödrar (ILO:s konvention nr 3 angående skydd för mödrar, Maternity Protection Convention) är en konvention som antogs av Internationella arbetsorganisationen (ILO) den 29 november 1919 i Washington DC. Konventionen syftar till att skydda nyblivna mödrar i arbetslivet. Konventionen består av 12 artiklar.

## Ratificering
Konventionen har ratificerats av 34 länder, varav 8 länder har sagt upp den i efterhand.